# Y Gododdin

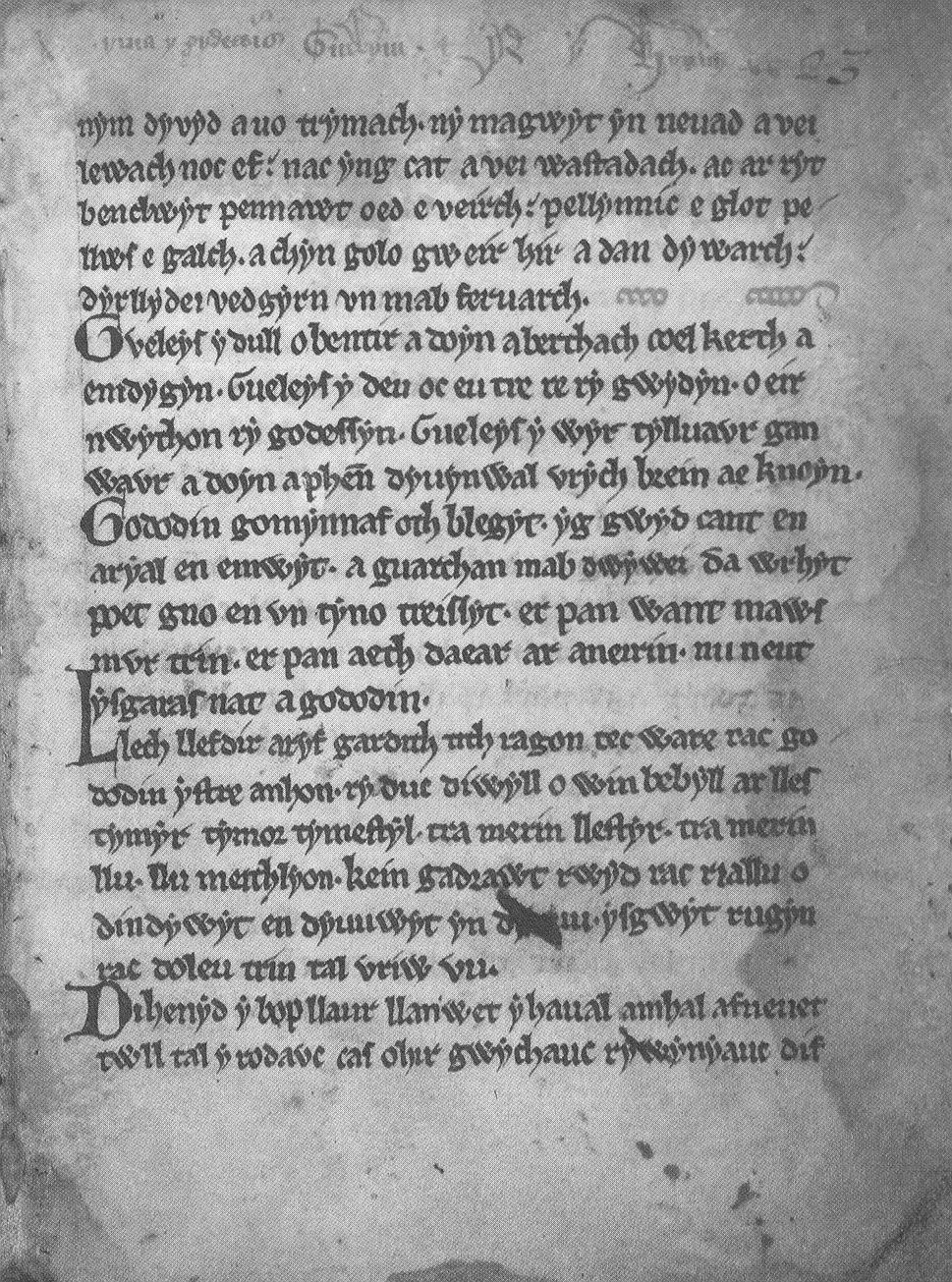
Seite 23 des Buchs von Aneirin

Y Gododdin [ə go'doðin] ist der Titel eines dem Dichter Aneirin zugeschriebenen britischen Heldenliedes. Es ist in einer Abschrift aus der Zeit um 1250 erhalten geblieben, gibt aber weitgehend eine Dichtung aus der Zeit um 600 wieder, die bis ins 9. Jahrhundert nur mündlich tradiert wurde. Das Manuskript (Cardiff 2.81) wird heute in der South Glamorgan County Library in Cardiff aufbewahrt.

## Inhalt und Form
Y Gododdin besingt den Auszug und die heldenhafte Niederlage einer britischen Kriegerschar vom Stamm der Gododdin (Votādini) unter Mynyddog von Din Eidin (Edinburgh) und Rhydderch Hael gegen die Angelsachsen, die wohl um 580/600 bei Catraeth (Cataractonium, Catterick, Yorkshire) stattfand. Nachdem die 300 (nach anderer Version 363) Krieger ein Jahr lang mit Met bewirtet worden waren, stürmten sie in einer wilden Reiterattacke gegen die feindliche Übermacht der sächsischen Fußtruppen an und fielen alle bis auf einen einzigen Mann (nach einer anderen Version überlebten drei und der Dichter). Ein in anderen walisischen Sagen ebenfalls genannter Teilnehmer an der Schlacht war Cynon fab Clydno.
Literaturhistoriker nehmen an, dass lediglich ein Teil des Werkes von Aneirin stammt, der größere Teil der Elegien wurde bei späteren Anlässen zu Ehren des sinnlosen Opfers hinzugefügt. Die meisten der Gedichte zeigen Reim und Binnenreim. Ab dem 12. Jahrhundert sind sie auch mit Alliterationen (Anlautgleichheit) versehen, diese Gedichtform nennt man Cynghanned („Zusammenklang“). Viele der Elegien im Y Gododdin beginnen mit der gleichen ersten Zeile:
| Gwyr a aeth Gatraeth oed fraeth eu llu. Glasved eu hancwyn a qwenwyn vu. Trychant trwy beiriant en cattau. A qwedy elwch tawelwch vu. | Männer gingen nach Catraeth, bereit ihre Schar. Frischer Met, ihr Festtrank, er war Gift. Dreihundert auf Befehl in die Schlacht – doch nach dem Geschrei war Schweigen. |